# 434년

## 연호
- 유송(劉宋) 원가(元嘉) 11년
- 북위(北魏) 연화(延和) 3년
- 북량(北凉) 승화(承和) 2년
- 북연(北燕) 태흥(太興) 4년

## 기년
- 유송(劉宋) 문제(文帝) 11년
- 북위(北魏) 태무제(太武帝) 11년
- 신라(新羅) 눌지 마립간(訥祗麻立干) 18년
- 고구려(高句麗) 장수왕(長壽王) 22년
- 백제(百濟) 비유왕(毗有王) 8년

## 사건
- 훈족, 동로마의 테오도시우스 2세로부터 공물을 2배로 늘릴 것을 약속받음